# Calvin Twigt
Calvin Twigt (Amsterdam, 30 gennaio 2003) è un calciatore olandese, centrocampista del Go Ahead Eagles.

## Carriera

### Club
Cresciuto nel settore giovanile del Volendam, debutta in prima squadra il 16 ottobre 2020, in occasione dell'incontro di Eerste Divisie vinto per 5-1 contro lo Jong PSV. Il 6 maggio 2021 firma il suo primo contratto professionistico con gli Oranje, di durata triennale. Il 22 aprile 2022 contribuisce al ritorno della squadra nella massima divisione olandese, dopo 13 anni di assenza. Il 26 gennaio 2023 ha esordito in Eredivisie, disputando l'incontro pareggiato per 1-1 contro l'Ajax. Realizza la sua prima rete in campionato tre giorni dopo, nell'incontro vinto per 3-2 contro il Groningen.

### Nazionale
Ha giocato nella nazionale olandese Under-21.

## Statistiche

### Presenze e reti nei club
Statistiche aggiornate al 18 febbraio 2023.
| Stagione             | Squadra              | Campionato           | Campionato | Campionato | Coppe nazionali | Coppe nazionali | Coppe nazionali | Coppe continentali | Coppe continentali | Coppe continentali | Altre coppe | Altre coppe | Altre coppe | Totale | Totale |
| Stagione             | Squadra              | Comp                 | Pres       | Reti       | Comp            | Pres            | Reti            | Comp               | Pres               | Reti               | Comp        | Pres        | Reti        | Pres   | Reti   |
| -------------------- | -------------------- | -------------------- | ---------- | ---------- | --------------- | --------------- | --------------- | ------------------ | ------------------ | ------------------ | ----------- | ----------- | ----------- | ------ | ------ |
| 2020-2021            | Jong Volendam        | 2D                   | 5          | 0          |                 | -               | -               |                    | -                  | -                  |             | -           | -           | 5      | 0      |
| 2022-2023            | Jong Volendam        | 2D                   | 9          | 0          |                 | -               | -               |                    | -                  | -                  |             | -           | -           | 9      | 0      |
| Totale Jong Volendam | Totale Jong Volendam | Totale Jong Volendam | 14         | 0          |                 | -               | -               |                    | -                  | -                  |             | -           | -           | 14     | 0      |
| 2020-2021            | Volendam             | 1D                   | 15+1       | 0          | CO              | 0               | 0               |                    | -                  | -                  |             | -           | -           | 16     | 0      |
| 2021-2022            | Volendam             | 1D                   | 24         | 1          | CO              | 1               | 0               |                    | -                  | -                  |             | -           | -           | 25     | 1      |
| 2022-2023            | Volendam             | ED                   | 5          | 1          | CO              | 1               | 0               |                    | -                  | -                  |             | -           | -           | 6      | 1      |
| Totale Volendam      | Totale Volendam      | Totale Volendam      | 44+1       | 2+0        |                 | 2               | 0               |                    | -                  | -                  |             | -           | -           | 47     | 2      |
| Totale carriera      | Totale carriera      | Totale carriera      | 59         | 2          |                 | 2               | 0               |                    | -                  | -                  |             | -           | -           | 61     | 2      |

## Palmarès

### Club

#### Competizioni nazionali
- Coppa dei Paesi Bassi: 1

Go Ahead Eagles: 2024-2025